# Кометный лёд

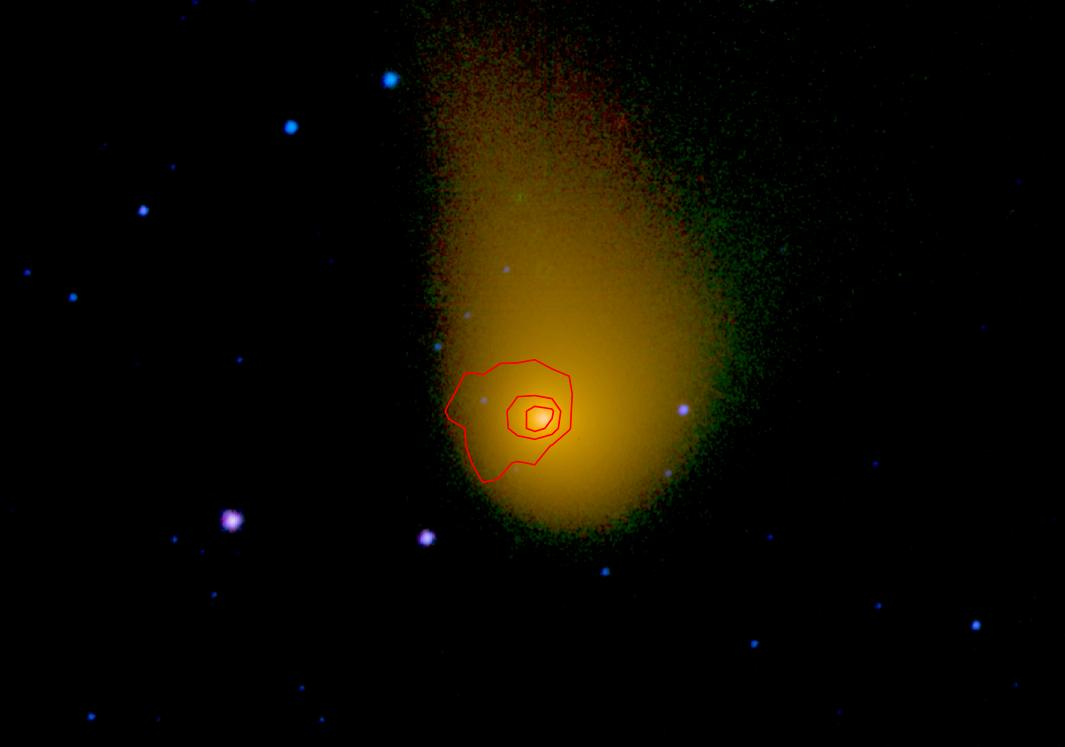
Комета C/2006 W3 (Chistensen). Жёлтым показано распространение пыли, красным — излучение молекул CO и CO_{2} на длинах волны около 4,6 мкм

Кометный лёд — совокупность замёрзших газов, вместе с пылью формирующих ядро кометы. Современные знания о составе кометного льда преимущественно основываются на многочисленных исследованиях комы, которая развивается вследствие сублимации льда при приближении кометы к Солнцу. Однако некоторая важная информация поступает благодаря космическим миссиям. Несомненно, основным компонентом кометного льда является водяной лёд. Другие значительные компоненты — льды CO и CO2.
Что касается соотношения веществ в ядре кометы, то путём моделирования найдено соотношение по массе 1:1:1 для силикатного вещества, органики и льда. Измеренное отношение выброшенной пыли к газа для кометы Чурюмова — Герасименко, считающейся «пылевой», составляет примерно 4:1 по массе. Для кометы Галлея при сближении с космическим аппаратом «Джотто» отношение массы пыли к газу составляло около 2:1; подобные или несколько большие значения получены и для многих других комет.

## Исследование кометного льда
Человечество тысячи лет наблюдает кометы, однако большинство этого времени ничего не знало об их природе. В XVIII веке некоторые учёные сделали правильные выводы по составу комет. В 1755 году Иммануил Кант предположил, что кометы состоят из некоторых летучих веществ, которые при испарении приводят к свечению вблизи перигелия. В 1950 году Уиппл предложил лёдконгломератную модель строения кометного ядра, по которой ядро представляет собой конгломерат из льдов и нелетучих составляющих. Эта модель была подтверждена многими наблюдательными доказательствами.
Современные знания о составе кометного льда преимущественно основываются на многочисленных исследованиях комы, которая развивается вследствие сублимации льда при приближении кометы к Солнцу. Прямые исследования поверхности ядра космическими аппаратами ограничены из-за очень малого их количества и используемых различных методов исследований. Следовательно, изучение разнообразия комет, нуждающегося в статистическом подходе, можно достичь только программами дистанционных наблюдений.
Во время наблюдений комы фиксируют дочерние и родительские молекулы. Дочерние молекулы образованы методом фотодиссоциации родительских, а последние прямо выделяются из ядра. Наиболее распространённой родительской молекулой является H2O, продуктами диссоциации которой являются H + OH в большинстве случаев и, реже, H2 + O. Также фотодиссоциацией молекулы воды можно объяснить образование радикала H2O+. Другими родительскими молекулами являются CO, CO2, CH4, NH3, HCN, H2CO, H 2S, а дочерними — CN, CS, CO (которая, как представляется, может быть и родительской и дочерней). Дочерние молекулы и радикалы в основном обнаруживаются в видимом и ультрафиолетовом частях спектра, а родительские молекулы лучше обнаруживаются с помощью инфракрасной и миллиметровой спектроскопии.
С развитием технологий космической эры стали возможны исследования комет за пределами земной атмосферы. Первым космическим аппаратом, выполнившим исследование кометы, был International Cometary Explorer. 11 сентября 1985 года он пролетел через хвост кометы 21P/Джакобини — Циннера и исследовал магнитные поля, возникающие при взаимодействии кометы с солнечным ветром. Далее последовали исследования кометы Галлея в 1986 году аппаратами «Вега-1», «Вега-2», Giotto, Suisei, Sakigake. Эти аппараты измерили массу, размеры ядра, обнаружили, что ядро покрыто нелетучими чёрным пылевым веществом и только незначительная часть — льдом. Эти аппараты исследовали пылевые частицы кометы — их состав и размеры. В ходе миссии НАСА Deep Impact в 2005 году была предпринята попытка изучения внутреннего состава кометы 9P/Темпеля. Ударное устройство столкнулось с ядром кометы, образовав кратер и высвободив вещество, спрятанное под корой кометы. Исследование показало, что комета неоднородна по химическому составу, на поверхности до соприкосновения были лишь небольшие пятна льда. После первых двух секунд после столкновения высвободившееся вещество включало мелкие кристаллы водяного льда, большое количество CO2 и очень большое количество органики. Важность льда диоксида углерода в отношении льда монооксида углерода в кометах является одним из значительных открытий в ходе миссии. Объёмная плотность ядра настолько низкая (оценена в 0,6 г/см³), что всё ядро должно быть очень пористым. Следующая значительная кометная миссия — Rosetta, изучавшая короткопериодическую комету 67P/Чюрюмова — Герасименко. Ядро этой кометы тоже имеет малую объёмную плотность, ≈ 0,5 г/см3. Аппарат Rosetta не нашёл участков льда на поверхности. Скрытый под поверхностью лёд находится преимущественно в кристаллической форме. Это значит, что комета образовалась в протосолнечной туманности, следовательно, имеет тог же возраст, что и Солнечная система. Эти результаты были получены путём анализа данных из устройств Rosina, размещённых на борту космического аппарата Rosetta. Благодаря масс-спектрометру Rosina в октябре 2014 года впервые измерили количество молекулярного азота (N2), окиси углерода (СО) и аргона (Ar) в кометном льду.

## Состав кометного льда
Основным компонентом кометного льда является водяной лёд. Наблюдение комы кометы Галлея с помощью космических аппаратов, и дополненные наземные наблюдения, позволили получить состав кометного льда: 80 % — H2O, 10 % — CO, 3,5 % -CO2 по количеству молекул. Остальные — это льды CH4, NH3, H2CO, CH3OH и других соединений углерода и азота. Важная деталь — это доказательства того, что некоторые из молекул воды, вероятно, присутствуют в химическом сочетании с каменистыми и углеродными материалами, как гидроксильная вода. Кроме того, возможно, что пропорции различных ледовых материалов присутствуют в клатратах, где один материал заключён в кристаллическую структуру другого. В частности, достаточно открытая кристаллическая структура водяного льда может легко оплетать молекулы других замороженных веществ, таких как CO.
Анализ водяного пара 11 комет, как коротко-, так и долгопериодических, показал, что изотопный состав заметно отличается от состава земной воды. На Земле на каждые 10 тысяч молекул воды приходится три атома дейтерия (D), а на комете замёрзшей «тяжелой воды» примерно втрое больше. Лишь водяной пар кометы Хартли-2 содержит сходное с земными океанами количество дейтерия. Вопрос изотопного состава кометного водяного льда обращает на себя внимание, учитывая теорию о кометном происхождении сложных органических соединений, из которых впоследствии сформировалась жизнь на Земле. Если учитывать только отношение D/H, то оно допускает происхождение до 50 % земной воды. Однако, если учесть чрезмерное содержание в кометном материале аргона, благородных металлов и благородных газов, то рассчитанный кометный вклад в воду Земли меньше 1 %.

## Активность удалённых комет
На расстояниях примерно 3 а. е., при температуре поверхности ≈160-170 K, сублимация водяного льда начинает становиться значимой для ядра кометы и господствует на ближайших расстояниях. Однако активность комет наблюдается на гораздо больших расстояниях. Сублимацией ледовых зёрен из гала вокруг ядра можно объяснить типичное развитие удалённой активности комет. Также это может быть основным источником эмиссии других органических молекул OH, HCN, CH3OH, H2CO и H2S кометы Хейла — Боппа на расстояниях 3-6 а. е.. Эмиссия HCN и CO2 существенно уступает эмиссии CO для дальних комет. Наблюдательные узкие профили линий CO указывают на ядерное происхождение этого газа вне ≈4 а. е. Поскольку температура сублимации льда CO составляет 24 K, то она возможна на расстояниях более 5 а. е.
Однако модельные исследования указывают на то, что лучшим источником удалённой активности комет является аморфный водяной лёд, покрытый тонкой пористой пылевой мантией с захваченными в небольшом количестве молекул CO и CO2. На расстояниях ≈4-7 а. е. вблизи поверхности ядра кометы аморфный водный лёд экзотермически (с высвобождением энергии) переходит в кристаллический лёд и высвобождает захваченные газы и пыль. Кометный лёд вначале вполне аморфен, потому что динамическая эволюция началась далеко от Солнца и преобразование в кристаллический лёд начинается во внутренних зонах Солнечной системы. В случае, если ось вращения кометного ядра перпендикулярна плоскости эклиптики, то оба механизма активности (фазовый переход и сублимация CO) максимизируются.
Ещё один процесс происходит в аморфном льду, который начинается от ≈37 К и продолжается, пока не начинается фазовый переход при 120 К. Речь идет об отжиге аморфного льда. Активность новых комет на расстояниях, превышающих ≈11 а. е. можно объяснить только отжигом аморфного льда, а за активность новых комет на расстояниях ≈7-11 а. е., вероятно, ответственны отжиг и аморфно-кристаллический фазовый переход водяного льда в зависимости от альбедо ядра, скорости вращения и тепловых параметров. При отжиге молекулы воды переупорядочиваются, чтобы найти более выгодные конфигурации с низшей энергией, и при этом пористость уменьшается, а лишние молекулы улетают. Энергия активации отжига <10 кДж/моль, а для фазового перехода — 44±2 кДж/моль. Наибольшее расстояние, на котором наблюдалось выделение монооксида углерода — это 14 а. е., из ядра кометы Хейла — Боппа.